# Caiçara do Norte
Caiçara do Norte es un municipio del estado del Río Grande del Norte (Brasil), localizado en la microrregión de Macau. De acuerdo con el IBGE (Instituto Brasilero de Geografía y Estadística), en el año 2005 su población era estimada en 5.890 habitantes. Área territorial de 190 km².